# 許婚っきゅん
許婚っきゅん（いいなずっきゅん）は、あののシングル。

## 概要
2024年10月9日にリリース。同日に配信リリースもされる。
作詞はあのと真部脩一。作曲は真部脩一。編曲はTAKU INOUE。
テレビアニメ『らんま1/2』のオープニングテーマに採用される。
CDの期間生産限定盤は『らんま1/2』のキャラクターにあのが囲まれているデザインのパッケージ。初回生産限定盤には2024年2月22日のライブ映像のBlu-rayが付く。
MVでは、瓦割り、テーブルクロス引き、ダーツ、だるま落とし、けん玉などがワンカットで撮影されていた。途中で失敗したら最初の瓦割りからやり直しであった。
オリコン週間ランキングの最高順位は17位。登場回数は7週。